# Estetoscopio

Partes de un estetoscopio de doble campana.

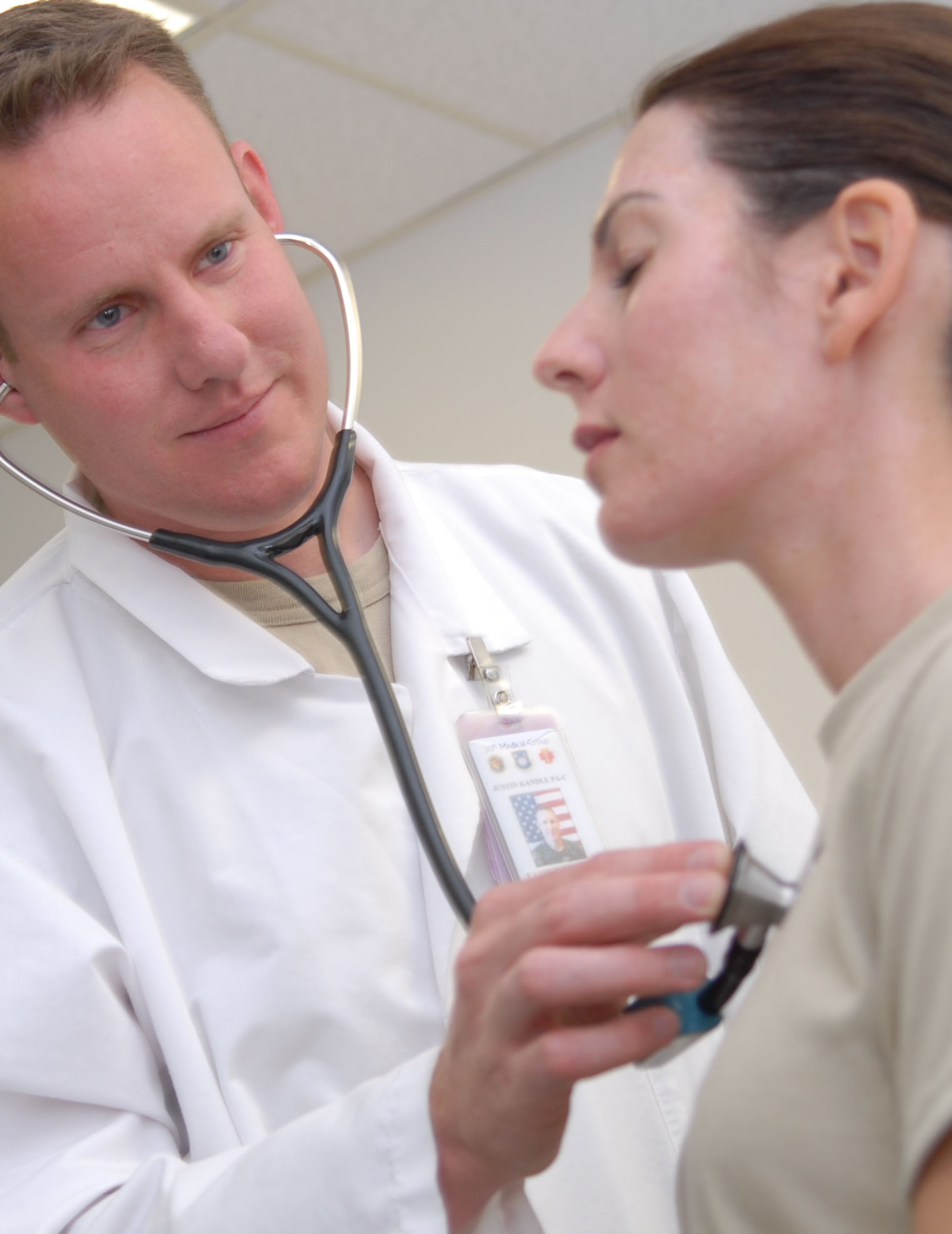
Médico en el proceso de auscultación.

El estetoscopio (del francés stéthoscope o el latín científico stethoscopium, desde el griego στηθοσκόπιο, a partir de στήθος [stéthos], «pecho», y la raíz latina -scopium, proveniente del griego σκοπεῖν [skopeîn], «examinar») o fonendoscopio (derivado de los prefijos griego φωνο- [fono-], «sonido», ἐνδο- [endo-], «dentro», y la raíz σκοπεῖν) es un aparato acústico usado en medicina, odontología, enfermería, fisioterapia, fonoaudiología y veterinaria, para la auscultación o para oír los sonidos internos del cuerpo. Generalmente se usa en la auscultación de los ruidos cardíacos o los ruidos respiratorios, aunque algunas veces también se usa para objetivar ruidos intestinales o soplos por flujos anómalos sanguíneos en arterias y venas. El examen por medio del estetoscopio se llama auscultación.

## Historia

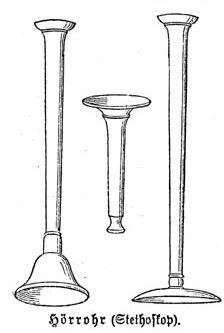
Estetoscopios primitivos.

El estetoscopio fue inventado en Francia por el médico René Laënnec en 1816, quien dio a conocer su trabajo en la obra De l’auscultation médiate ou Traité du Diagnostic des Maladies des Poumon et du Coeur publicada en 1819. Todo comenzó debido a la gran timidez de Laënnec y la vergüenza que sentía al acercar su oído al pecho de las pacientes. Se dice que un día del otoño parisino de 1816, Laënnec es requerido para visitar en su domicilio a la esposa de Alejandro Gaudissant, afectada de un mal de corazón. Durante la visita, estando su esposo presente y la madre de la enferma, Laënnec, tras tomar el pulso y percutir el tórax de la paciente, renunció a la auscultación percibiendo en los hundidos ojos de la enferma un excesivo recato. Una vez concluido el reconocimiento, tomó Laennec de su maletín un cuaderno de notas, sin duda para hacer algún apunte relacionado con la propia historia de la enferma, y al recordar que los sonidos viajan mejor (pudiendo ser amplificados) en los sólidos (Neil Postman, Technopoly surrender), enrolló el cuaderno a manera de tubo, rogó a la enferma que se despojara de nuevo de su chambra y, aplicando el cuaderno enrollado al pecho de la enferma, apoyó su oreja al otro extremo oyendo con nitidez los tonos y soplos de aquel joven corazón deteriorado como jamás en los demás enfermos los había oído. Ese mismo día es cuando manda hacer un instrumento de madera, con las dos extremidades en forma de cono. Así es como nace el estetoscopio.
Se cuenta en otra versión de la historia, que fue en uno de sus paseos por la campiña francesa que Laënnec se topó con dos niños que jugaban alrededor de un árbol caído. Uno de ellos golpeaba uno de los extremos del tronco, mientras el otro oía los golpes desde el extremo opuesto. Fascinado por el juego de los jovencitos, tomó una rama del suelo y se dirigió al carpintero local, al cual le pidió que la torneara hasta constituir un cilindro de 30 cm de largo. Contento con su nuevo instrumento prosiguió a probarlo en una de sus pacientes, y así fue como tuvo lugar la primera auscultación utilizando un estetoscopio.
Las investigaciones publicadas en el “Tratado sobre Percusión y Auscultación” (1839) de Joseph Skoda permitieron dotar a este signo nosológico de un pragmatismo clínico científico notable, que llega hasta nuestros días.

## Partes
Está constituido por uno o dos tubos de goma que terminan en dos ojivas que se adaptan al oído y además dichos tubos enlazan con otro que contiene un diafragma (también llamado membrana) y una campana de metal los cuales amplifican los sonidos de auscultación.

## Funcionamiento
Tiene una membrana y una campana. Cualquiera de las dos partes puede colocarse en el paciente. Las dos detectan las señales acústicas que viajan a través de los tubos llenos de aire y llegan hasta los oídos del explorador. La campana transmite los sonidos de baja frecuencia, es ideal para escuchar los pulmones. La membrana, en cambio, detecta las altas frecuencias y permite escuchar el corazón.
Para detectar las diferentes frecuencias, se tienen dos modos:

### Modo Campana (baja frecuencia)
Para escuchar sonidos de baja frecuencia, apoye sin presionar el estetoscopio sobre la piel del paciente. La membrana está sujeta por un contorno flexible quedando suspendida en esta, permitiendo que la membrana pueda vibrar ampliamente y transmitir sonidos de longitud de ondas largas, es decir sonidos de baja frecuencia.

### Modo Membrana (alta frecuencia)
Para captar los sonidos de frecuencias más altas, se presiona firmemente, de la misma forma que se haría con un estetoscopio tradicional de doble campana en el modo diafragma. Al ejercer esta presión, la membrana se desplaza hacia dentro hasta tocar con un anillo interno. Este anillo restringe el movimiento de la membrana bloqueando o atenuando las longitudes de onda más largas de los sonidos de baja frecuencia, permitiendo escuchar solamente las longitudes de onda más cortas de los sonidos de alta frecuencia.

## Tipos

### Estetoscopio de Pinard

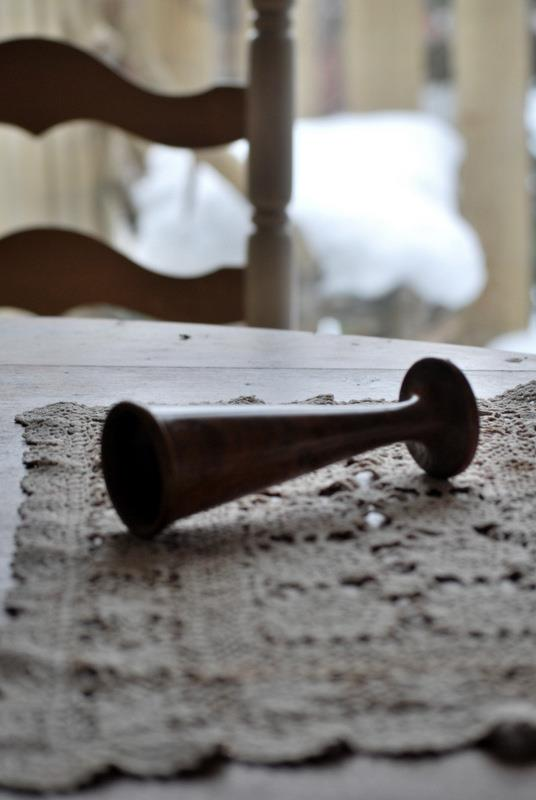
Un estetoscopio de Pinard, realizado en madera.

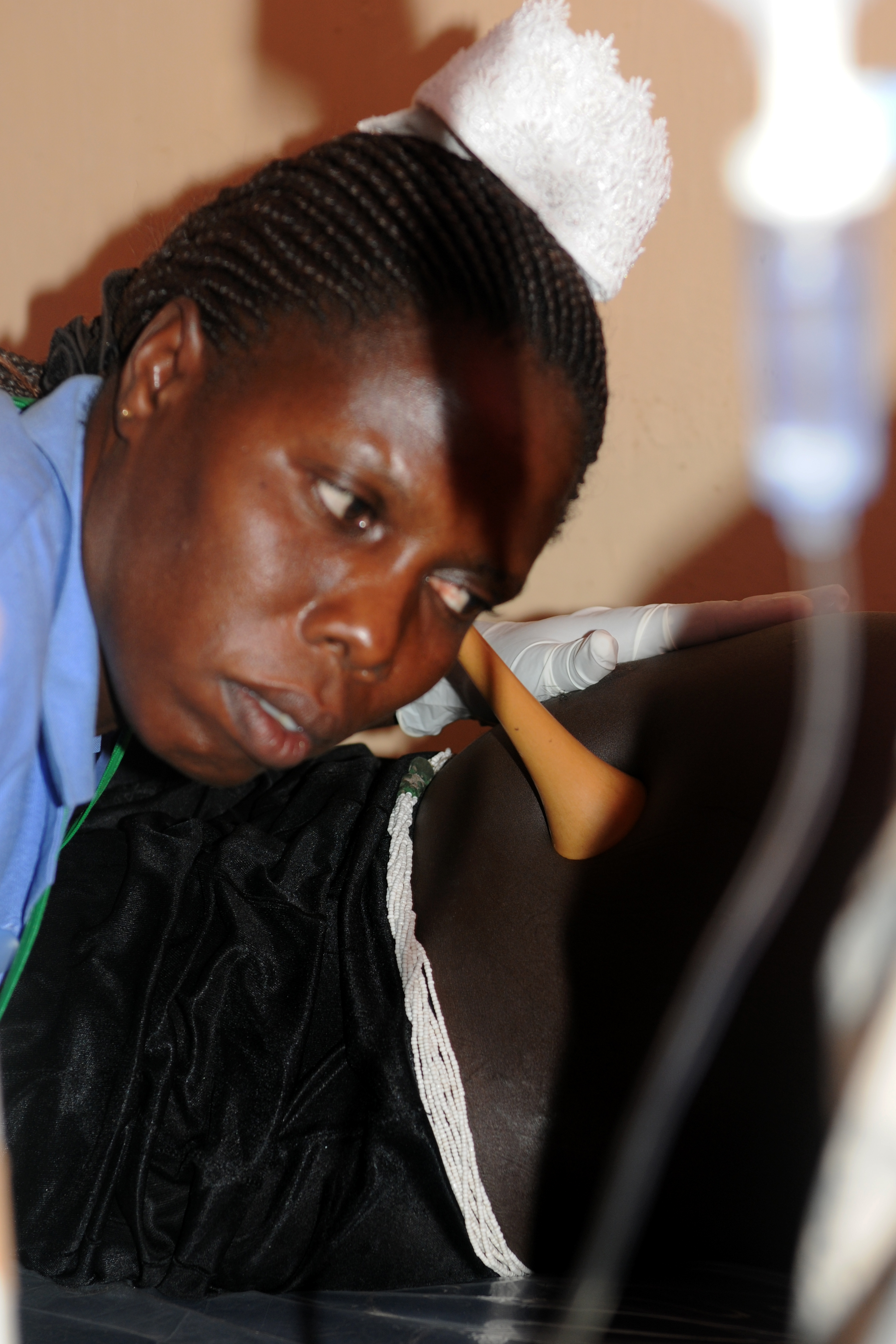
Una enfermera usando un estetoscopio de Pinard en Uganda.

Este aparato posee una campana de madera de inspiración musical, es decir, se ha confeccionado pensando en los elementos de viento, con lo cual permite auscultar los tonos cardiacos del feto en el seno materno. La forma de la campana ofrece una acústica especialmente buena.
Para obtener los mejores resultados, el instrumento debe estar colocado sobre el hombro fetal y el útero, de esta manera paredes abdominales, estetoscopio y oreja forman un todo continuo.

### Estetoscopios tradicionales
Existen de varios modelos pero los más usados son los del tipo Littman y los del tipo Sprague-Rappaport.
Permiten escuchar los sonidos dentro del cuerpo en los siguientes niveles:
- Nivel cardíaco: soplos, presión arterial.
- Nivel pulmonar: aparición de roncus, crepitancias, sibilancias, etc.
- Nivel abdominal: ruidos peristálticos.
- Nivel periférico: sonidos arteriales en los miembros o el cuello, especialmente los producidos por obstrucciones.

Los tipos de aparatos varían según su diseño y material, el largo promedio es de unos 70 cm.

### Estetoscopio electrónico
Los estetoscopios electrónicos son hoy en día, uno de los instrumentos médicos de mayor ayuda en el diagnóstico de patologías relacionadas con el corazón y los pulmones. Resultan ser muy prácticos y fáciles de utilizar. Son capaces de mantener un histórico personalizado por paciente. Su mecánica, tradicionalmente analógica, se ve ampliamente mejorada gracias a los últimos avances en tecnología digital orientada al fonendoscopio.
Posee una mayor respuesta a la frecuencia, una mejor sensibilidad al sonido y un control de volumen para poder disminuir el nivel si el sonido es muy fuerte o molesto para el oído humano. Además, tienen capacidad de sincronizado de información con aplicaciones propietarias que permiten enriquecer el universo de posibilidades de este tipo de dispositivos.

### Estetoscopio Doppler
Utilizando un Doppler continuo de 2 MHz, similar al empleado en obstetricia para la auscultación de latidos fetales, es posible auscultar movimientos valvulares y flujos sanguíneos en el corazón adulto. Esta técnica permite explorar fenómenos indetectables a la auscultación clásica con estetoscopio y ha demostrado una sensibilidad superior en el diagnóstico de valvulopatías aórticas y alteraciones en la relajación diastólica del ventrículo izquierdo. Debido a que las bases físicas de la auscultación Doppler difieren de las del estetoscopio clásico, ha sido sugerido que ambos métodos pueden complementarse mejorando el rédito diagnóstico del examen físico cardiovascular.